# Лухан (город)
Лухан (исп. Luján) — город в Аргентине, в провинции Буэнос-Айрес. Расположен в 68 километрах к северо-западу от центра столицы страны. Лухан был основан в 1755 году и имеет население 97 тыс. человек (по данным переписи 2010 года).
Город Лухан является административным центром одноимённого муниципалитета. В городе функционируют авто- и железнодорожный вокзалы.
Лухан наиболее известен своей большой неоготической базиликой, сооружённой в честь Девы Марии Луханской, святой покровительнице Аргентины. Ежегодно более 6 миллионов человек совершает паломничество к Базилике, многие из которых прибывают из Буэнос-Айреса. Лухан известен в стране как Столица веры (исп. La Capital de la Fe). Город служит также популярным местом однодневного отдыха для неверующих людей, с множеством гриль ресторанов, пользующихся большим спросом у аргентинцев, и сувенирных магазинов с китчевой религиозной атрибутикой.

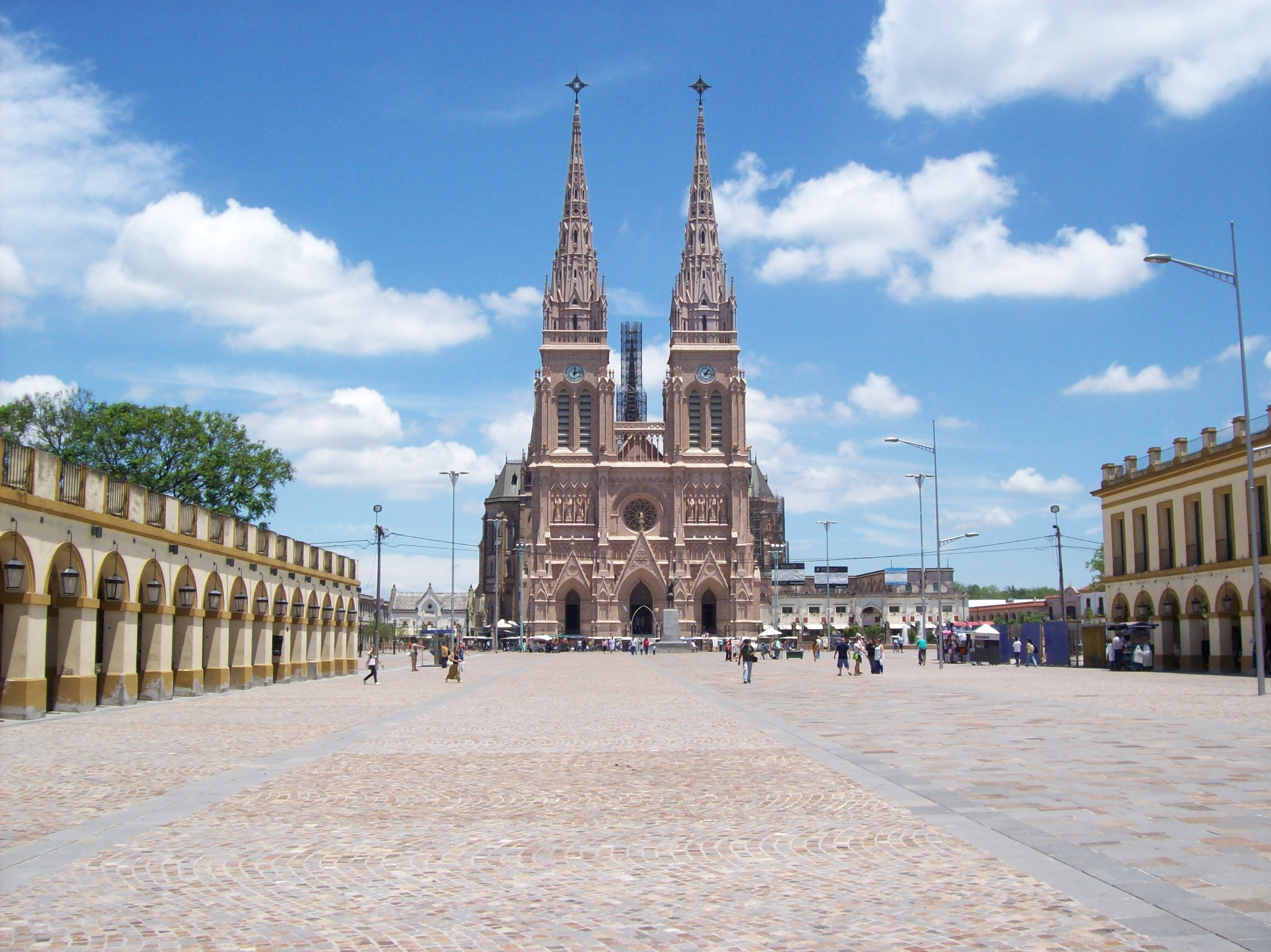
Базилика Богоматери в Лухане.

Базилика была спроектирована французским архитектором Ульдерико Кортуа, строительство началось в 1889 году, а окончательно закончена церковь была лишь в 1937 году. Обе её башни достигают высоты в 106 м, обладая медными крышами и бронзовыми дверьми. Огромный храм возвышается над малоэтажным равнинным городом, главной его святыней является 38-ми сантиметровая статуя Девы Марии. Большой орган, который построил французский мастер Аристид Кавайе-Коль находится в плохом состоянии, предпринимаются попытки по его восстановлению.
В Лухане также располагается музейный комплекс Энрике Удаондо, в нём представлены выставки колониальной жизни в доме вице-короля и старой ратуше, экспонатами служат предметы искусства, униформы, изделия из серебра и транспортные средства, включая и гидроплан «Плюс Ультра», первый гидроплан, совершивший путь из Европы в Аргентину, а также La Porteña, первый аргентинский паровоз, использовавшийся Западной железной дорогой Буэнос-Айреса. Также здесь доступны для обзора тюремные камеры, в которых содержались полковник Уильям Карр Бересфорд, один из командующих во время британского вторжения в вице-королевство Рио-де-Ла-Плата и генерал Корнелио Сааведра, президент первого независимого правительства Аргентины (так называемая «Первая хунта») в 1810 году.
С 1987 года бенедиктинские монахи когрегации Коно-Сур расположились в аббатстве Сан-Бенито, располагающегося на окраине Лухана. Будучи оторванными от городской жизни, монахи аббатства содержат сами себя за счёт сельского хозяйства и издания публикаций.
Близлежащий к Лухану город Мерседес служит резиденцией для архиепископа Мерседеса и Лухана.

## Известные уроженцы
- Амегино, Флорентино — натуралист, палеонтолог, антрополог и зоолог.
- Кадикамо, Энрике — поэт-песенник, писатель, сценарист, один из видных композиторов аргентинского танго.
- Кастроман, Лукас — футболист.